# (964) Subamara
(964) Subamara – planetoida z pasa głównego asteroid okrążająca Słońce w ciągu 5 lat i 121 dni w średniej odległości 3,05 au. Została odkryta 27 października 1921 roku w Obserwatorium Uniwersyteckim w Wiedniu przez Johanna Palisę. Nazwa pochodzi z łaciny, w której słowo subamarus oznacza „bardzo gorzki”, i zapewne odnosi się do słabych warunków obserwacyjnych w Obserwatorium Uniwersyteckim w ostatnich latach życia Palisy. Przed nadaniem nazwy planetoida nosiła oznaczenie tymczasowe (964) 1921 KS.